# AutoCAD DXF
AutoCAD DXF (Drawing Interchange Format, o Drawing Exchange Format) è un formato per i file di tipo CAD, sviluppato da Autodesk come soluzione per scambiare dati tra il programma AutoCAD e altri programmi.
Il DXF fu introdotto originariamente nel dicembre 1982 insieme ad AutoCAD 1.0, e consentiva una rappresentazione esatta dei dati del formato originale di AutoCAD, DWG, per il quale Autodesk non ha mai rilasciato le specifiche. Oggi Autodesk pubblica le specifiche del formato DXF sul suo sito per le versioni di AutoCAD dalla 13 (novembre 1994) in poi.
Le versioni di AutoCAD dalla Release 10 (ottobre 1988) e successive supportano sia la versione ASCII che quella binaria del formato DXF. Le versioni iniziali supportavano solo il formato ASCII. Mentre AutoCAD diventava più potente, supportando oggetti sempre più complessi, il DXF diventava meno utile. Certi tipi di oggetti, come i solidi ACIS e le regioni, non sono documentate. Altri tipi di oggetti, come i blocchi dinamici di AutoCAD 2006, e tutti gli oggetti per le versioni di fascia alta di AutoCAD, sono parzialmente documentate, ma non ad un livello sufficiente per consentire ad altri sviluppatori di utilizzarle.
La maggior parte degli sviluppatori di software commerciale, come i concorrenti della Autodesk, scelsero di supportare il DWG come il loro formato principale come scambio di dati con AutoCAD, usando le librerie della Open Design Alliance - un consorzio no-profit che si è occupata del reverse engineering del formato DWG.

## Struttura del file
La versione ASCII del formato DXF può essere visualizzata con un editor di testi. La struttura di base è la seguente:
- HEADER - Informazioni generali riguardanti il disegno. Ogni parametro è una variabile con un nome e un valore associato.
- CLASSES - Contiene le informazioni per le classi definite
- TABLES
- ENTITIES
- OBJECTS
- THUMBNAILIMAGE - contiene un'anteprima dell'immagine del file
- END OF FILE